# روب أرنولد (مغني)
روب أرنولد (بالإنجليزية: Robert Arnold)‏ هو مغني نيوزيلندي، ولد في 13 أغسطس 1982.